# Kim Manresa
Joaquim Manresa Mirabet (Barcelona, 1961), conegut com a Kim Manresa, és un fotoperiodista català que ha utilitzat la fotografia com a eina per a la denúncia social. Ha guanyat nombrosos premis, i els seus reportatges sobre la prostitució infantil, la pobresa i l'ablació han generat gran interès i una nova visió sobre aquests problemes. El seu reportatge “El dia que la Kadi va perdre part de la seva vida” ha estat seleccionat per l'agència Associated Press com un dels cent millors reportatges del segle xx.
Ha publicat més de 30 llibres, entre els quals destaquen Barcelona nit, El Molino, Infancia robada i El cor del Barça, amb David Dusster, Los olvidados, amb Juan Gonzalo Betancur, Kim Manresa (Biblioteca de Fotógrafos Españoles Photo Bolsillo), Un río de esperanza, La pell de Catalunya, amb Oriol Alamany, Escoles d'altres mons i Rebeldía de Nobel: conversaciones con 16 premios Nobel de literatura, amb Xavi Ayén, i Les Barraques de Santa Engràcia, i ha exposat a més de mil sales de tot el món. En conjunt, les seves obres han estat publicades en almenys nou llengües (català, castellà, eusquera, portuguès, francès, anglès, àrab, turc i coreà).
Des de 1985 treballa a La Vanguardia. Actualment és considerat com un dels millors fotògrafs europeus.

## Biografia
Des de molt jove es va interessar pel fotoperiodisme, i als 14 anys va començar a fer fotografies amb una càmera Dacora que els seus pares li van regalar. Les seves primeres fotografies van ser sobre lluites obreres. Ell mateix explica: “Vivia al barri de Sant Andreu Nou Barris de Barcelona i quan sortia del col·legi anava a fer fotos de les manifestacions, les càrregues policials…”
El 1975 publica les seves primeres fotografies en un llibre de Josep Maria Huertas Claveria. Diu l’autor: “La Maruja Ruiz, una líder del moviment veïnal, me'l va recomanar quan jo buscava algú per rematar el setè llibre de Tots els barris de Barcelona. […] Aleshores encara signava Joaquim Manresa. […] S'endevinava l'home inquiet, sensible, decidit a copsar el món tal com és. […] El fotògraf Joan Colom […] em deia un dia que reconeixia en Kim Manresa aquell mateix neguit que un dia el va dur, a ell, a submergir-se en el Barri Xino. Nou Barris era per a en Kim el mateix territori de passió que Colom havia experimentat al Xino".
El 1977 comença a col·laborar al diari Tele/eXpres i, poc després, a Mundo Diario i Primera Plana. També entra a treballar a l'estudi de la fotògrafa Colita. Durant un temps breu és el fotògraf de Comediants i fotografia els principals grups de música que visiten Barcelona: Bob Marley, Supertramp, Elton John, etc.
En arribar a la majoria d’edat “em va tocar fer la mili a Canàries, però un cop allà vaig aconseguir que em declaressin inútil. A Canàries vaig fer un reportatge sobre els guanxes i després vaig embarcar cap a Mauritània, on vaig fer uns reportatges sobre les caravanes de les mines de sal i el paper de la dona en el món àrab. Es van publicar a les revistes Geo, Muy Interesante…”, explica el fotògraf.
A partir d'aquell moment i fins a mitjan anys vuitanta fa reportatges de caràcter etnològic i social a Àfrica i les Antilles i col·labora en diferents diaris i revistes estatals i internacionals. El 1985 s'integra a l'equip de fotògrafs de La Vanguardia, cobrint informació diària d'àmbit estatal i internacional (amb el temps viurà esdeveniments com la caiguda del mur de Berlín o la Guerra del Golf) i comença a col·laborar amb l'agència internacional de fotografia VU de París.
Bru Rovira explica una peripècia del fotògraf: “A Cuba […] hi va anar en certa ocasió amb l'edificant idea de fer un reportatge sobre el 25 aniversari de la revolució. Al cap de dos dies ja s'havia enrotllat amb un bruixot que li va obrir les portes del vudú.” Això va motivar que fos expulsat de Cuba, on oficialment aquests ritus eren inexistents.
El seu afany per conèixer i explicar realitats ocultes li va provocar també maldecaps a la seva pròpia ciutat. Josep Carles Rius rememora: “Rebo una trucada d'un redactor que em diu que la Guàrdia Urbana havia detingut el fotògraf que l'acompanyava. Kim Manresa havia captat com una unitat especial de la Guàrdia Urbana de Barcelona reprimia uns veïns de Nou Barris que protestaven pel desallotjament d'un edifici. En aquella ocasió Kim Manresa no havia aconseguit fer-se invisible, però va poder llançar la càmera a una veïna que la va fer arribar a la redacció. Les fotos de la intervenció de la Guàrdia Urbana van portar a la dissolució de la unitat especial que l'havia protagonitzada.”
Amb l'africanista David Serra va fer un reportatge sobre el continent africà. Va visitar més de trenta països i va disparar més de trenta mil fotografies, una selecció de les quals va donar lloc al llibre Historias de África (inèdit en el moment de publicar aquesta entrada; de publicació imminent per The Folio Club).
D’aquell viatge va sorgir un dels reportatges de Kim Manresa que més repercussió han tingut (va ser seleccionat per Associated Press com un dels millors 100 fotoreportatges del segle XX), “El dia que la Kadi va perdre part de la seva vida”, que mostra una operació d'ablació de clítoris a una nena de cinc anys anomenada Kadi. Diu el reporter: “Estava fent fotos a berbers de Mali i va sortir l'oportunitat de fer això i vaig quedar molt impactat. Em vaig veure incapaç de fer-ho. Vaig tornar a Barcelona, em vaig informar sobre el tema i em vaig decidir a fer-ho. Vaig tornar a l'Àfrica i em van dir que podria fer les fotos d'una altra nena". Així ho va viure: “L’ablació es va practicar en un pati i va durar set o vuit minuts. La Kadi cridava desconsoladament. Jo em sentia molt malament i només hi vaig estar present uns 30 segons, el temps imprescindible per fer vuit fotografies. Entrava un instant i tornava a sortir. No veia ni a què disparava! Va ser una de les experiències que més m’han impressionat”. Al cap d’un any i mig va tornar a l’Àfrica i va estar un altre cop amb la nena i la buankisa que li va practicar l’ablació: “Em sentia malament amb mi mateix: estava preocupat per la nena que m’havia fet guanyar premis importants, i les meves fotos havien dut a la presó a la dona que li va practicar l’ablació. Mitjançant un suborn vaig aconseguir que alliberessin la buankisa. Per carta li vaig fer saber que disposava d'una segona oportunitat, però que si ho tornava a fer la responsabilitat seria únicament seva. A la Kadi li vaig preguntar si volia anar a estudiar a la capital. Em va respondre que sí i ara viu amb el meu amic, que és del mateix clan que la Kadi; és el seu tutor legal i jo sóc el seu tutor econòmic”.
El 1999 va fotografiar un grup de noies de Bangladesh desfigurades amb àcid, que van ser tractades durant uns mesos en un centre mèdic de València. “Hauria estat fàcil fer un reportatge d'aquestes dones (que no tenen ulls, nas o pits) que fes por, que ensenyés l’horror sense més. És fàcil posar una llum zenital. Jo em vaig proposar fer que aquestes dones riguessin, que se sentissin dones, així que em vaig vestir de dona, em vaig maquillar i al cap de tres dies elles van començar a riure i jo vaig començar a disparar”.
El reportatge “Nens en el buit d’Iraq”, publicat al Magazine de La Vanguardia el 6 de juliol de 2003, va ser el primer en què, a més de les fotografies, Kim Manresa va escriure també el text.
Entre 2005 i 2009 Xavi Ayén i Kim Manresa es van entrevistar amb 16 premis Nobel de literatura, sempre convivint amb els entrevistats a llur casa durant un mínim de sis hores (en alguns casos durant alguns dies). D’aquí va sorgir el llibre Rebeldía de Nobel. Tot parlant amb Gabriel García Márquez, aquest els va donar l'exclusiva mundial que deixava d'escriure. Posteriorment els autors han seguit parlant amb més premis Nobel i tenen en preparació l’obra Planeta Nobel, que inclourà converses amb 25 escriptors.
Kim Manresa cita sovint entre els seus referents a Joan Colom, Agustí Centelles, Néstor Almendros, Lewis Hine o Edward Curtis. Ha treballat braç a braç amb un gran nombre de periodistes, dels quals destaquen per la col·laboració continuada David Serra, David Dusster, Xavi Ayén, Xavi Aldekoa i Luis Benvenuty.

## Visió de la fotografia
Kim Manresa s'ha interessat principalment pels drets humans i la dignitat de la dona i de l’home, i també per les manifestacions culturals poc conegudes i en perill de desaparició.
Els seus inicis, amb reportatges sobre les càrregues policials durant la Transició, ja assenyalen una carrera marcada pel compromís amb la fotografia periodística. L’autor assegura: “Això de ‘sóc fotògraf perquè em sento artista i vull un enquadrament i una llum…’ Aquestes són coses que no m’interessen. Uso la càmera per plasmar una sèrie d’històries que m’interessen”. Ho confirma en altres declaracions: “Un bon reportatge ha de mostrar un fil conductor i no només unes quantes imatges sanguinàries disperses” i “M'agrada l'arqueologia, l'etnologia, captar els costums que es poden perdre. Ara compro temps per poder anar a l'Àfrica i fotografiar gent de les tribus abans que la civilització mal entesa arrambi amb tot”.
Aquest doble interès (les persones i les cultures) l’ha acompanyat dels dels seus inicis. Diu Manresa: “Als 13 anys vaig canviar de barri, just al barri veí, a Prosperitat Turó de la Peira, al costat de les barraques de Santa Engràcia. Els meus pares m’havien regalat una càmera que em va servir per fer les meves primeres fotografies […]. Des de 1973 fins a 1983 vaig anar utilitzant diverses càmeres per fer diferents fotografies de les barraques fins a la seva demolició definitiva. A Prosperitat vaig saber que el que volia era ser fotoperiodista i viatjar pel món explicant injustícies i també les diferents cultures d'arreu.”
La periodista i investigadora de la comunicació Marta Civil i Serra explica que l'equip que Kim Manresa va formar amb David Dusster “és poc freqüent en el món professional del periodisme escrit a l’Estat espanyol. Ambdós consideren que el reporter i el fotògraf són periodistes, preparen els temes i viatges junts, aporten mútuament idees i nous temes a tractar. Reconeixen que històricament hi ha hagut un cert recel, en general, en les relacions entre redactors i fotògrafs i que sovint són dos col·lectius que treballen i viatgen per separat, encara que no sigui el seu cas”. Kim Manresa afegeix: “Nosaltres no hem remunerat mai les persones que hem entrevistat, ni tampoc per fer-los fotografies. Parlem amb ells i elles, amb tranquil·litat, ens donen permís, però la veritat és que remunerar els entrevistats és una pràctica comuna en televisió. Per això afirmem que el periodisme realment pot arribar a corrompre la gent”.
Quan arriba al lloc on té pensat fer un reportatge, diu el mateix fotògraf, “el primer que faig és conèixer la gent, i puc estar dos dies amb un grup sense fer cap foto. Fins que no em coneixen no faig res. Que perdo una foto? D’acord, me la guardo a la ment. Els fotògrafs no hem de fotografiar tot el que veiem”.
Aquest esforç per familiaritzar-se amb les persones que fotografia es constata en aquest exemple citat a la solapa del llibre Los olvidados: "En el seu viatge pel riu Magdalena Medio [a Colòmbia], Kim Manresa carregava, com sempre, uns quants nassos de pallasso dissenyats per arrancar somriures de les persones més colpejades per la vida. També té el costum de deixar la càmera a la gent per trencar el gel". I a la contraportada, l'escriptor Eduardo Galeano diu que “aquests textos i aquestes fotos de bellesa precisa escullen […] la millor manera d’explicar les desventures d'una regió castigada per la violència i la pobresa”.
Kim Manresa acostuma a treballar en blanc i negre. Considera que es poden fer fotos tan bones amb una càmera de segona mà barata com amb l'equip més car del mercat. Per això abans de cada viatge compra una càmera no gaire costosa i, en finalitzar-lo, la canvia per un tira-xines, dels quals en fa col·lecció.

Algunes persones amb les quals ha treballat ens amplien la manera de Kim Manresa d’entendre la fotografia: 
“Fotografia rere fotografia, la càmera del Kim s'ha convertit en una arma esmolada que remou consciències i clama per una mica de solidaritat. Els seus ulls acostumen a mirar sense perdre's res.” 
Pere Formiguera, fotògraf, escriptor, historiador, col·leccionista i comissari d'exposicions, al pròleg de Santcugatencs
“El Kim ens apropa a través de la lent de la seva càmera a l'emoció de trobar el somriure i la mirada d’un nen a la seva escola i de compartir la seva llum.”
Adolfo Pérez Esquivel, premi Nobel de la Pau, prologuista d’Escoles d'altres mons
“En la seva obra hi ha un ‘mix’ entre el sentit periodístic de la notícia, la capacitat narrativa i el compromís social. […] Si ell no fes aquestes fotos, aquestes imatges no existirien perquè els altres no les hauríem vistes. […] Però tot plegat no existiria si Kim Manresa no tingués un valor afegit, la valentia.” 
Antoni Batista, comissari de l'exposició De Manresa al món, 2000
“No li interessa la superfície, sinó anar a l’arrel dels fets i de les persones. Per això no és estrany que el pas del temps atorgui a la seva feina un valor afegit, que contribueix a fer-la perdurable”. 
Lluís Permanyer al llibre De Manresa al món, 2000

## Exposicions[calcitació]

### Exposicions individuals
- 1977 Payeses del Pirineo. Casa de Cultura de la Prosperitat. Barcelona.
- 1981 Los guanches. Centro Cultural Tacoronte. Tenerife.
- 1983 Historia de un barrio. Centre Cultural de Nou Barris. Barcelona.
- 1983 Politicus et circenses. Galeria Material Sensible. Barcelona.
- 1984 Barcelona olímpica. Metro Barcelonès. Barcelona.
- 1985 Yudu en las Antillas. Museu Etnològic. Barcelona.
- 1986 La mujer bereber. Centre de la Unesco. Barcelona.
- 1987 La población musulmana. Casa de Cultura de Tetuan (Marroc).
- 1988 De las barracas al llano. Casa de Cultura Angel Pestaña. Barcelona.
- 1990 Visa pour l'Image. Festival Internacional de Fotoreportatge de Perpinyà (França).
- 1990 La nit a Barcelona. Primavera Fotogràfica de Barcelona. Casa Elizalde. Barcelona.
- 1991 Abril de la Fotografía. Teatro Municipal de Mérida. Yucatan (Mèxic).
- 1992 150 años de fotografia cubana. Taller Internacional de La Havana. Casa de Cultura de La Havana (Cuba).
- 1992 El Molino. Sala 4 Art. Barcelona.
- 1992 Visa pour l'Image. Palais Reis de Mallorca. Perpinyà (França).
- 1993 Documentos. Santa Coloma de Gramenet.
- 1994 Gran Format. Girona.
- 1994 Abril de la Fotografía. Mèrida (Mèxic).
- 1995 Mozambique. Centro de la Moncloa. Madrid.
- 1996 La sombra del Tora. Can Sisteré. Santa Coloma de Gramenet.
- 1996 Vint-i-cinc anys de Nou Barris. Sala Angel Pestaña. Barcelona.
- 1997 Amics de la gent gran. Palau Almunia. Barcelona, amb Sebastião Salgado.
- 1998 Argelia. Alliance Française. Sabadell.
- 1998 La Mercè de nit. Palau de la Virreina. Barcelona.
- 1998 Festival Internacional de Photo. Brussel·les (Bèlgica).
- 1998 Audiovisual Kadi y Sali. Semana Internacional de Fotoperiodismo. Gijón.
- 1999 Galeria Raylosky. València.
- 1999 Àfrica escolta la teva veu. Metro, aeroport, centres culturals, etc. Barcelona, Madrid i altres ciutats (vista per més de sis milions de persones).
- 1999 Reportatges del Magazine de La Vanguardia. Fnac. Barcelona.
- 1999 Historias de África. París, Sidney, Nova York, Londres, etc.
- 1999 Mujeres maltratadas. Girona.
- 1999 Historias de África. Ayuntamiento de Sevilla.
- 2000 Teresa de Calcuta. Claustre del Monestir de Sant Cugat del Vallès.
- 2000 De Manresa al món, amb textos de Josep Maria Huertas, Joan Barril, Lluís Permanyer, Quim Monzó i Manuel Vázquez Montalbán, Joan Barril, Joaquim Maria Puyal, entre d'altres. Art al Rec (Barcelona), Granada…
- 2001 De Manresa al món passant per València. Universitat de València - Galeria Alicia Ventura.
- 2001 Prostitució infantil. Fnac. Barcelona.
- 2002 Drogas, cuestión social. Palacio de Congresos de Bilbao, itinerant.
- 2003 2ème conférence latine de réduction de risques liés aux usages de drogues. Perpinyà (França).
- 2003 El manifiesto de la imagen. Universidad Autónoma de Bucaramanga (Colòmbia).
- 2003 Photo. Galeria La Fábrica. Madrid.
- 2003 Guinea Equatorial: els malalts del silenci. Centre Artístic Sant Lluís. Barcelona.
- 2004 Museo de Arte Contemporáneo. Medellín (Colòmbia).
- 2004 Centro Cultural Español. Cartagena (Colòmbia).
- 2005 Museo de la Tertulia. Cali (Colòmbia).
- 2005 Río de esperanza. Parlamento de Andalucía. Sevilla.
- 2006 Pallassos sense Fronteres. Galeria Ob-Art. Barcelona. Sobre l’activitat de Pallassos sense Fronteres en llocs de conflicte (Algèria, Guatemala, Colòmbia, Mali, Palestina, Kosovo i Iraq). 2007 Payasos sin Fronteras, Madrid. I posteriorment itinerant per Espanya.
- 2006-2007 La vuelta al mundo en la mirada de Kim Manresa. Loma de Tiscapa, Managua; Casa de Cultura, Esteli; Universidad Centroamericana; Cárcel de la XXI, León; Casa del Café, Matagalpa (Nicaragua); Museo de la Palabra y de la Imagen, San Salvador (El Salvador).
- 2006–2016 Escoles d'altres mons. Exposició itinerant i projecte de sensibilització vers el dret a l'educació i les desigualtats socials, a partir de 50 fotografies que ens mostren escoles, mestres i alumnes de més de 30 països. Les imatges s'acompanyen de textos escrits, entre d'altres, per José Saramago, Almudena Grandes, Gabriel García Márquez, Dario Fo, Juan Marsé, Wole Soyinka o Ryszard Kapuściński.
- 2007 Museu Olímpic Lausana (Suïssa).
- 2008 Esport i multiculturalitat. Museu Olímpic. Barcelona.
- 2008 El Co Latino, un diari que no es rendeix. Universitat Pompeu Fabra. Barcelona.
- 2009 Feria Internacional del Libro. Bogotà (Colòmbia).
- 2010 Museo de Antioquía. Medellín (Colòmbia).
- 2012 El cor del Barça: XICS, un projecte solidari. Museu del Barça. Camp Nou. Barcelona.
- 2013 Mirall trencat. Hospital Clínic de Barcelona, relacionat amb el projecte "Inclusió social, sanitària i laboral de persones vulnerables en risc d'exclusió social i pobresa. Lluitem contra l'exclusió".
- 2014 El dolor en el mundo. Sevilla i diferents hospitals.
- 2015 Paseos de Nobel. Hay Festival, Pinacoteca Diego Rivera. Xalapa-Enríquez (Mèxic).

### Exposicions col·lectives
- 1981 Fotografia catalana actual. Institut d'Estudis Nord-americans de Barcelona.
- 1982 La transición española. Universitat de Múnic (Alemanya).
- 1983 El papel de la novia en el mundo. Museu Etnològic de Colònia (Alemanya).
- 1985 Espectacle a Catalunya. Sala Arcs. Barcelona.
- 1986 Visió fotogràfica d'una època. Sala Arcs. Barcelona.
- 1989 Fotògrafs catalans arreu del món. Casa Elizalde. Barcelona.
- 1990 Caída del Muro de Berlín. Porta de Brandenburg. Berlín (RFA).
- 1991 Erotismo. Galeria Railowsky. València.
- 1991 Nuevas referencias. Alcalá de Henares. Madrid.
- 1992 Mirando ao Sul. Casa de Cultura de Oleiros. Galícia.
- 1992 Art i esport. Palau Robert. Barcelona.
- 1993 Autorretratos. Galeria Railowsky. València.
- 1994 La Ville. Centre Georges Pompidou. París (França).
- 1995 Retrat de Barcelona. Centre de Cultura Contemporània. Barcelona.
- 1996 100 anys de cinema. Centre de Cultura Contemporània. Barcelona.
- 1996 10 fotògrafs, 10 dissenyadors. Centre Art Santa Mònica. Barcelona.
- 1996 Autoportraits. Galeria Chateau. Toulousse (França).
- 1997 Audiovisual. Jornadas de fotoperiodismo y comunicación. La Coruña.
- 1997 Bijenale Cetinsjski. Palau de Biljarda Izlozba. República Federal de Iugoslàvia.
- 1998 Exposició itinerant. Hospital de Bellvitge. Barcelona.
- 1999 New Art. Hotel Sants, hab. 124. Barcelona.
- 1999 Imágenes para la dignidad. Renfe Festival Internacional de Fotografía. Madrid.
- 1999 La mirada de l'altre. Autobusos de Barcelona. Fòrum Internacional de les Cultures 2004. Barcelona.
- 2000 Álbum de Barcelona. Amb Toni Catany, Pere Formiguera, Humberto Ribas i Manel Esclusa. Galeria Llucià Homs. Barcelona.
- 2000 Imagini per la dignità. Excelsior Cinema & Teatro. Cesano (Itàlia).
- 2001 El toro i la Mediterrània. Amb Miró, Picasso, Goya, Rubens… Centre Cultural Sa Nostra, Palma (Mallorca).
- 2001 Nou mil·lenni. Amb Tàpies, Mariscal, Alfaro, etc., Poble Espanyol. Barcelona.
- 2004 Círculo de Bellas Artes. Madrid.
- 2005 Prohibido volar. Diputación de Cuenca, Save the Children. Itinerant.
- 2007 Batecs d’un món convuls / Latidos de un mundo convulso. Obra Social Caja Madrid.
- 2010 Laberinto de miradas: fotografía latinoamericana. Itinerant per Amèrica del Sud i Espanya.
- 2015 A cop d'ull. Palau de la Virreina. Barcelona.

L’obra de Kim Manresa està exposada i catalogada en museus i centres d'arreu del món com:
- Seu de Nacions Unides, Nova York
- Centre Georges Pompidou, París
- Círculo de Bellas Artes, Madrid
- Museu Nacional d’Art de Catalunya, Barcelona
- Museo de Antioquía, Medellín
- Museo de la Palabra y de la Imagen, San Salvador
- Museo de la Palabra, Cali
- Festival Internacional de Fotoperiodisme Visa pour l’Image, Perpinyà
- Universitat d’Irlanda, Belfast
- Fira Internacional, Tòquio
- Centre Cultural Francès, Dakar
- Museu Olímpic de Lausana
- Museu de Fotografia Contemporània, Columbia College, Chicago
- Museu del Futbol Club Barcelona
- Museo de la Fotografía de la Universidad de Navarra
- Fundación Kowasa
- Gallery Kennedy, Nova York
- Fundación Telefónica

## Llibres publicats[calcitació]
Ha publicat més de 30 llibres de fotografia, entre els quals destaquen: 
- Història de Nou Barris (Ajuntament de Barcelona, 1988)
- Barcelona nit (Tiempo Libre Ediciones, 1990)
- Barcelona, ¿a dónde vas?, Eduard Moreno i Manuel Vázquez Montalbán (Llibres de l’Índex, 1991)
- El Molino (Artual Ediciones, 1992)
- La sombra del toro (Focal, 1996). Amb text d'Emili Manzano
- Amics de la gent gran (Caja Madrid, 1997)
- Vint-i-cinc anys de Nou Barris (Ajuntament de Barcelona, 1998)
- El día que Kadi perdió parte de su vida (Blume, 1999). Traduït al francès i a l'anglès
- No les dejemos solos: imágenes para la acción (Amics de la Gent Gran - Caja Madrid, 1999)
- De Manresa al món (Art al Rec, 2000)
- De Manresa al món passant per València (Universitat de València - Galeria Alicia Ventura, 2001). Amb textos de Josep Maria Huertas, Joan Barril, Lluís Permanyer, Quim Monzó i Manuel Vázquez Montalbán, entre d'altres
- Infancia robada (Photographic Social Vision - Editorial Blume, 2001)
- Drogas, confusión social (Gobierno Vasco, 2002)
- Kim Manresa. Col·lecció Photobolsillo (La Fábrica - Caja Madrid, 2002)
- Los olvidados, resistencia cultural en Colombia (UNAB - Blume, 2004), amb textos de Juan Gonzalo Betancur
- Sant Cugat, ciudad multicultural (Museu de Sant Cugat del Vallès, 2004)
- Un riu d’esperança / Un río de esperanza (Edicions 62 - Península, 2006), amb l'ONG Pallassos sense Fronteres
- La pell de Catalunya (National Geographic - La Magrana, 2007). Amb Oriol Alamany
- Escoles d'altres mons (C&Duke, 2007), amb textos de Gabriel García Márquez, Kenzaburo Oé, Dario Fo, José Saramago, Gao Xingjian, Ohran Pamuk, Nawal el Saadawi, Salman Rushdie, Martin Amis, Hanif Kureishi, Juan Goytisolo, Ian McEwan i José Antonio Labordeta, entre d'altres
- Latidos de un mundo convulso (Lunwerg, 2007)
- Esport multicultural / Deporte multicultural / Multicultural sport (Centre d’Estudis Olímpics, 2008), amb textos de Chris Kennett
- Rebeldía de Nobel: conversaciones con 16 premios Nobel de literatura (El Aleph, 2009), amb textos de Xavi Ayén
- El cor del Barça: XICS, un projecte solidari / The heart of Barça: XICS, a solidarity project (Fundació FCBarcelona, Angle Editorial, 2010), amb textos de David Dusster
- El dolor en el mundo (Asociación Andaluza del Dolor - Asistencia Continuada, 2012)
- Mirall trencat (Hospital Clínic de Barcelona, 2013)
- Les meves nines de tot el món (Edicions Bororo, 2014), d’Ada Manresa i Kim Manresa
- Les barraques de Santa Engràcia 1973–1983 (Ajuntament de Barcelona - The Folio Club, 2015)
- Mali: el lenguaje de las telas (The Folio Club, 2016), amb textos de Maica de la Carrera i Laura de la Carrera
- La Canuda que ya no existe (Run Design - Edicions Bororo, 2016), amb text de Luis Benvenuty

### Llibres col·lectius
- Tots els barris de Barcelona
- Barcelona a dónde vas
- Barcelona. Imágenes de un cambio, fet amb els fotògrafs i dissenyadors de La Vanguardia; el llibre va obtenir dos premis Laus, el premi Fundació de Barcelona i el prestigiós Society of Newpaper Design
- Meditarranées (Contrejour, 1991). Amb Henri Cartier-Bresson, Robert Capa, Josef Kouldelka, Eugene Smith, Jean Dieuzaide
- Hospital de Bellvitge. 1999
- Fotoperiodisme a Catalunya 1976–2000 (Ajuntament de Barcelona, 2000)
- .co. Una versión personal (OjodePez, 2010)
- Barcelona crea: 300 artistes 30 centres de creació (La Fábrica, 2011)
- A cop d’ull: cultura visual fotogràfica recent a Barcelona (Lunwerg, 2013)

### En preparació
- Planeta Nobel
- Patrimoni Immaterial de la Unesco (a la Península Ibèrica i a Europa)
- Barnàsia (Casa Àsia)
- Historias de África

### Altres
- Emili en la ciudad de la gente, Eugenio Madueño (Ajuntament de Barcelona, 2000) inclou un conte, Las cuatro kas, en què apareix Kim Manresa com a personatge.
- És autor del pròleg d’El viajero global: consejos de salud para viajar seguro, de Manuel Corachán i Joaquim Gascón (Planeta, 2002).
- Marta Civil i Serra i Kim Manresa són coautors de l’article "El valor del fotoperiodisme compromès en un món globalitzat. Mostra de catorze reportatges de denúncia publicats al Magazine (1997-2005)". Treballs de Comunicació [Societat Catalana de Comunicació], núm. 20 (desembre 2005), pàgs. 151-174.

### Portafolis i altres referències
- Nueva Lente, FotoProfesional, La Vanguardia Magazine, El País Dominical, The Independent, Photo Magazine, La Fotografía, etc.
- Ha publicat en diversos diaris de França, Japó, Alemanya, Anglaterra, Mèxic, Cuba, Grècia, Austràlia, Nova Zelanda i EUA.
- Va particioar en el projecte "Cuatro direcciones" del Museo Reina Sofía de Madrid, sobre fotografia contemporània espanyola.
- Historia de la fotografía española de Publio López Mondéjar.
- Une aventure contemporaine, la photographie de 1995-1995. Maison Européenne de la Photographie. París.
- Ha impartit classes en diferents universitats. Ha participat en col·loquis en televisions públiques i privades i en ràdio.
- Ha estat membre del jurat en prestigiosos concursos de fotoperiodisme. Els seus reportatges sobre la nit urbana, el Mur de Berlín i diverses ètnies africanes han estat editats en diferents suports: postals, samarretes, calendaris, catàlegs, etc.

## Premis i reconeixements[calcitació]
- Premi FotoPress - 6 vegades, entre elles:
  - Primer premi FotoPress 1990: foto Vuelo de pájaro.
  - Primer premi FotoPress 1999: foto La ablación.
  - Premis FotoPres d'esport, naturalesa, retrats i societat.
- 1993 Premi Sant Francesc de Sales, Patró dels Periodistes.
- 1994 Premi periodístic Ajuntament de Barcelona. Afers socials.
- Premi Ajuntament de Barcelona. Àrea de Cultura, per Festes de la Mercè.
- Fotògraf convidat per l'Ajuntament de Barcelona a la festa major. Exposició Mercè de nit. Catàleg i trofeu.
- 1998 Premi Godó de Fotoperiodisme per una instantània sobre l'ablació en l'Àfrica subsahariana, publicada a la revista dominical de La Vanguardia.
- 1999 Primer Premi de Fotoperiodisme Agustí Centelles, per Concierto de los Rolling Stones.
- 1999 Premi Lliri de l'Associació de Dones Periodistes de Catalunya.[9]
- Medalla de plata de Fotoperiodisme de la Society of Newpaper Design (Estats Units), per Historias de África.
- Premi de la Society of Newspaper Design (Estats Units), pel reportatge i llibre El molino.
- 1998 L'agència de premsa Associated Press va seleccionar El dia que la Kadi va perdre part de la seva vida com un dels millors 100 fotoreportatges del segle xx.
- 1998 Visa d'Or del Festival Internacional de Fotoperiodisme de Perpinyà Visa pour l'Image, per El dia que la Kadi va perdre part de la seva vida.
- 1999 Premi Lliri, atorgat per l'Associació de Dones Periodistes, per Mujeres maltratadas.
- 1999 Finalista al millor llibre educatiu publicat en llengua anglesa pel Ministeri de Cultura d'Austràlia, The Day Kadi Lost Part of Her Life (Spinifex Press).
- Primer Premio Internacional Derechos Humanos y Periodismo Ciudad de Gijón. Semana Internacional del Fotoperiodismo Gijón, per Historia sobre Kadi y Sali.
- 2001 Premi UNICEF de periodisme, juntament amb David Dusster, per La infancia en el siglo XXI (feina feta durant tres mesos pels carrers del Brasil).
- Premi al millor llibre documental concedit per la revista Foto a Barcelona nit.
- Menció d'honor premi Fuji de premsa pel reportatge Mujeres de Bangladesh.
- Segon premi Ortega y Gasset de fotoperiodisme, menció especial, per Historias de África.
- Finalista premi Ortega y Gasset de fotoperiodisme, per El Muro de Berlín.
- Premi Fotografia i Antropologia, per Los guanches.
- Primer premi Fotografía Documental Barcelona, per Payeses del Pirineo.
- Primer premi de Fotoperiodisme Vila de Gràcia, Ajuntament de Barcelona, per Fiestas de Gràcia.
- 2011 Premi a la trajectòria i pel seu compromís amb els drets humans, Junta de Andalucía i Asociación Andaluza del Dolor y Asistencia Continuada.
- 2011 VI Memorial Joan Gomis, en reconeixement de persones, institucions o col·lectius que fan periodisme orientat a lluitar contra les desigualtats, la pobresa i l'exclusió social, per la seva trajectòria.
- 2012 Premi Drets de la Infància i el Periodisme, de l’Associació de la Premsa de Madrid i el Defensor del Menor de la Comunitat de Madrid.
- 2015 Rebeldía de Nobel és escollit un dels millors llibres de l’any a Corea del Sud.
- 2015 Pregoner de la festa major de Nou barris, Barcelona.

El 1992 la revista francesa Photo va seleccionar Kim Manresa com un dels grans fotògrafs europeus.
El reportatge El dia que la Kadi va perdre part de la seva vida ha rebut infinitat de premis en l’àmbit nacional i internacional: El Visa d’Or pour l’Image de Perpinyà, el Godó de Fotoperiodisme, la medalla de plata de Fotoperiodisme de la Society of Newspaper Design, el FotoPress'99… L'agència de premsa Associated Press el va considerar un dels millors 100 fotoreportatges del segle xx.